# پوند غنا
پوند یکای پول غنا بین سال‌های ۱۹۵۸ و ۱۹۶۵ بود که به ۲۰ شیلینگ و هر کدام به ۱۲ پنی تقسیم می‌شدند. تا سال ۱۹۵۸، غنا از پوند آفریقای غربی بریتانیا استفاده می‌کرد و پس از آن یکای پول خود را منتشر کرد. در سال ۱۹۶۵، غنا اولین سدی را با نرخ ۱ = ۲٫۴۰ پوند، یعنی ۱ ₵ = ۱۰۰d معرفی کرد.